# Josef Sudek
Josef Sudek (Kolín, 17 de marzo de 1896 - Praga, 15 de septiembre de 1976) fue un fotógrafo checo. Su trabajo se enmarca entre el pictorialismo y la nueva objetividad. Es el fotógrafo checo del siglo XX más conocido.
Nació en Kolín, en la región de Bohemia, durante el Imperio austrohúngaro. Cuando tenía tres años murió su padre, que era pintor decorativo, y con catorce años, tras estudiar en la Escuela de Oficios de Kutná Hora, se fue a Praga a estudiar encuadernación. En 1913 comenzó a aficionarse en la fotografía. Durante la Primera Guerra Mundial prestó servicio militar y en 1917 sufrió la amputación del brazo derecho a causa de una granada en el campo de batalla de Údine. Estudió fotografía entre 1922 y 1923 en la Escuela de Artes Gráficas de Praga con Jaromír Funke, con el que mantuvo discusiones sobre la influencia de las corrientes artísticas en la fotografía. Durante varios años se dedicó a realizar retratos de veteranos de la guerra que quedaron discapacitados.
En sus comienzos realizaba sus fotografías con un estilo pictorialista. En 1924 se convirtió en miembro cofundador de la Sociedad Checa de Fotografía (Ceská fotografická) junto a Jaromír Funke y Adolf Schneeberger. Durante 1926 realizó un viaje por Italia y Yugoslavia. En 1927 abrió su propio estudio fotográfico en la calle Újezd de Praga. En 1936 abandona el pictorialismo y adopta posturas más próximas a la nueva objetividad. En 1956 se publicó su primera monografía autónoma y en 1959 es el primer fotógrafo que recibe el título de Artista de Mérito en la República Checa. Su legado está formado por más de 60.000 negativos.